# Nadeschda Wiktorowna Sergejewa
Nadeschda Wiktorowna Sergejewa (russisch Надежда Викторовна Сергеева, * 13. Juni 1987 in Kemerowo, Russische SFSR, Sowjetunion; englisch Nadezhda Sergeeva) ist eine russische Bobsportlerin.

## Karriere
Sergejewa nahm an den Olympischen Winterspielen 2014 teil und belegte mit Nadeschda Palejewa im Zweierbob den 14. Platz.
Im März 2016 wurde ein erhöhter Meldonium-Wert im Rahmen einer Dopingprobe festgestellt. Das Mittel war seit Jahresbeginn auf der WADA-Liste mit verbotenen Substanzen, und entsprechend erfolgte keine Sperre, da der Toleranzbereich nicht überschritten war.
Ihren ersten größeren sportlichen Erfolg erreichte Sergejewa bei den Bob- und Skeleton-Europameisterschaften 2017 in Winterberg, wo sie mit Anschieberin Anastassija Kotscherschowa die Silbermedaille gewann.
Sie war ebenfalls Teilnehmer an den Olympischen Winterspielen 2018, wurde aber wegen einer auf Trimetazidin positiven Dopingprobe nachträglich ausgeschlossen. Im Vorfeld der Olympischen Spiele sagte Sergejewa in Interviews, dass sie nicht dope und trug als Teil einer Werbekampagne für russische Athleten einen Pullover mit der Aufschrift „I don't do doping“. Später wurde ihr bei den Spielen Trimetazidin nachgewiesen, auf die Öffnung der B-Probe verzichtete sie. Ihre Sperre wurde in der Folge vom Internationalen Sportgerichtshof (CAS) aufgehoben. Damit war sie zur nächsten Weltcup-Saison 2018/19 wieder startberechtigt.
Im Dezember 2018 beim Weltcup im lettischen Sigulda wurde Sergejewa Zweite hinter der Deutschen Mariama Jamanka.  Ein Jahr später gewann sie an gleicher Stelle ihr erstes Weltcup-Rennen, was ihr gleichzeitig den Europameistertitel einbrachte.